# Tercer bloqueo del Callao
El Tercer bloqueo del Callao fue una operación bélica que se dio durante la guerra de independencia del Perú y que consistió en que la escuadra chilena al mando de Thomas Cochrane impidiera el ingreso de buques al puerto, destruir o capturar los últimos buques de guerra españoles y lograr rendir el Callao.

## Antecedentes
El 21 de agosto de 1820 se embarcó en Valparaíso la Expedición Libertadora del Perú bajo bandera del Ejército Unido Libertador. Contaba con un ejército de 4.118 efectivos. El 7 de septiembre la Expedición Libertadora arriba a las playas del Paracas, en la bahía de Pisco en la actual Región Ica en el Perú, y el día 8 de septiembre de 1820, desembarca y ocupa Pisco. El 15 de septiembre de 1820, el virrey del Perú, Joaquín de la Pezuela, proclamó la restauración de la Constitución de Cádiz de 1812, y envió una carta a San Martín ofreciéndole entrar en negociaciones. El día 15, San Martín aceptó, y a partir del día 25 de septiembre, los patriotas y realistas se reunieron en las Conferencias de Miraflores que concluyeron el 4 de octubre sin llegar a ningún acuerdo.
Con esto, el general José de San Martín comienza las primeras operaciones militares con la Primera campaña de Arenales a la sierra del Perú. Thomas Cochrane que estaba al mando de la escuadra que conducía las fuerzas expedicionarias también empezaría las acciones en el mar bloqueando las costas peruanas y principalmente el puerto del Callao. 
Su objetivo era destruir de una vez por todos los buques de guerra españoles que consistían en: las fragatas Esmeralda de 44 cañones (buque insignia), Prueba de 50 cañones y Venganza de 44 cañones; la corbeta Sebastiana de 34 cañones; los bergantines Pezuela, Guerrero y Maipú de 18 cañones; el pailebot Aranzazù de 8 cañones. También los mercantes armados para la guerra que eran: las fragatas armadas Resolución de 36 cañones, Trujillana de 22 cañones, San Fernando de 16 cañones, Carmen de s/d cañones y Milagro de 14 cañones; y por último 26 lanchas cañoneras armadas con 2 cañones cada una. 
Por su parte el almirante Thomas Cochrane contaba con 8 buques de guerra que son respectivamente: el navío San Martín de 64 cañones; las fragatas O'Higgins y Lautaro de 50 cañones; la corbeta Independencia de 28 cañones; los bergantines Galvarino de 18 cañones, Araucano de 16 cañones y Pueyrredón de 16 cañones; y la goleta Moctezuma de 8 cañones. 
Pero ante la necesidad de proteger los transportes, Cochrane empezaría sus acciones en el Callao con las fragatas O'Higgins y Lautaro; y la corbeta Independencia para destruir la flota española que estaba comandada por el brigadier Real Antonio Vacaro.
Las fragatas Prueba y Venganza eran las únicas que no se encontraban en el Callao para el bloqueo.

## Acciones del bloqueo

### Primera fase del bloqueo
El 30 de octubre de 1820, Thomas Cochrane se había quedado bloqueando el Callao con las fragatas O'Higgins y Lautaro; y la corbeta Independencia. Mientras el resto de los buques de guerra convoyaban el resto de los transportes expedicionarios hacia Ancón.
Estando en el Callao intentó batirse con la flota española, pero como esta se negaba a combatir encerrándose en el mismo puerto Cochrane formó un plan de ataque con los tres buques que tenía, con el objeto de no desperdiciar sus recursos en un simple bloqueo. Este plan consistía en apoderarse de todos los buques españoles surtos en el puerto, pero principalmente del buque insignia de los españoles. La fragata Esmeralda de 44 cañones y comandada por el capitán Luis Coig.

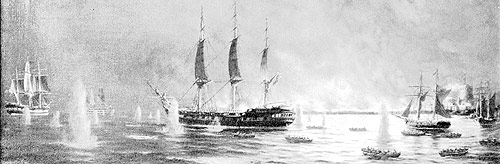
La fragata española Esmeralda en el momento de su captura por parte de las fuerzas patriotas mandadas por el almirante Thomas Cochrane.

La empresa era arriesgada, ya que a diferencia de los anteriores bloqueos de la escuadra chilena al Callao. Los españoles habían reforzado la defensa del apostadero. Teniendo nada menos que 300 piezas de artillería montadas en la costa, en tanto que la Esmeralda estaba atestada de los mejores marineros y oficiales que podían procurarse, durmiendo cada noche en sus cuadras. Además, estaba defendida por una fuerte barrera formada con cadenas y con pontones armados, hallándose toda circundada de veintisiete lanchas cañoneras que estaban tripuladas con 30 marineros y armadas con 2 cañones cada una.
Con todo, Cochrane con 160 marineros y 80 infantes de marina a bordo de 14 botes irrumpe en el puerto en la noche del 5 de noviembre, rindiendo dos cañoneras y tomando por asalto a la fragata Esmeralda a la cual capturó después de una honrosa defensa. Luego de eso se intentó abordar otros buques, pero por el nutrido fuego que empezó a hacer las baterías del Callao no se logra el objetivo por lo que al amanecer Cochrane sale del interior del fondeadero tras engañar a las baterías de tierra con luceras similares a los de buques neutrales.
La pérdida de la Esmeralda tuvo fuertes repercusiones materiales como morales. Ya que la flota española pierde parte de su capacidad naval en el Pacífico y, además genera gran reprecisión dentro de la cúpula militar realista. Por otra parte, con los prisioneros de la Esmeralda se pudo hacer un canje de prisioneros. La Esmeralda fue renombrada Valdivia y entró a servir en la armada chilena.
Ahora las fragatas O'Higgins y Valdivia quedaban bloqueando el puerto del Callao, donde sus actividades se vieron turbadas solo por algunos incidentes. Uno de estos incidentes ocurrió el 10 de noviembre en la noche, cuando el pailebot Aranzazù burló el bloqueo para salir con la misión de informar a las fragatas Prueba y Venganza que se alejaran de las costas peruanas.
Pronto tuvieron las fragatas O'Higgins y Valdivia que abandonar el bloqueo para escoltar los trasportes patriotas que por orden de San Martín se dirigían a Huacho.

### Segunda fase del bloqueo

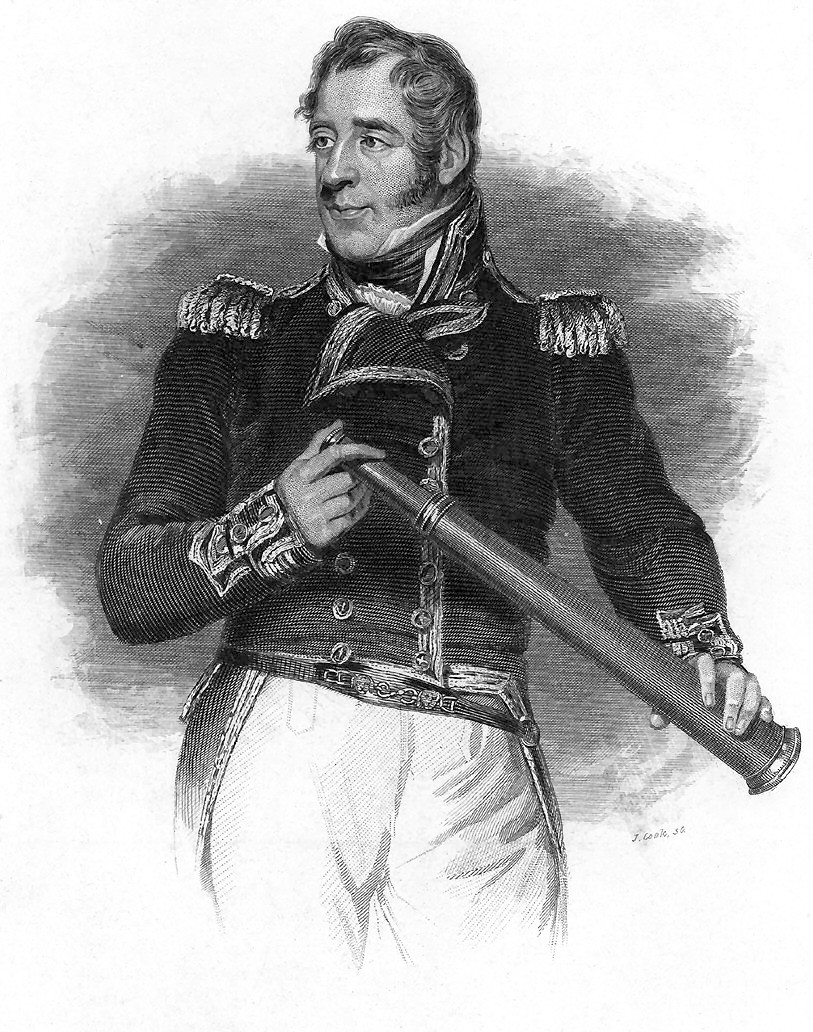
Thomas Cochrane, comandante de la escuadra naval chilena.

El 15 de noviembre el bloqueo fue nuevamente reanudado con el objeto de cortar los víveres a la capital, cuyos habitantes, a consecuencia de las privaciones que sufrían, causaban grande ansiedad al gobierno del virrey Joaquín de la Pezuela.
Por otra parte, Cochrane hizo varias tentativas para instigar a las fuerzas navales españolas restantes a salir del abrigo de las baterías. Se intentó varias veces dejar la Esmeralda en apariencia a sus alcances, y aún a la almiranta misma, en situaciones algún tanto peligrosas.
El 2 de diciembre, hallándose la Valdivia (ex Esmeralda) en una posición más tentadora que de costumbre, las cañoneras españolas se aventuraron a salir con la esperanza de recobrarla, sosteniendo durante una hora un vivo fuego; pero luego que vieron a la fragata O'Higgins maniobrar para cortarlas, se retiraron con precipitación perdiendo algunas lanchas cañoneras.
A mediados de diciembre Cochrane salió nuevamente del Callao y se dirigió hacia Arica en persecución de las fragatas Prueba y Venganza de las que se sabía que estaban en comisión en ese lugar por orden del Virrey. Cochrane salió en persecución de los españoles con sus buques dejando bloqueando el Callao al navío San Martín y a la corbeta Independencia. Después de algunos meses intentando buscar infructuosamente las fragatas españolas Cochrane volvió al Callao.
Al año siguiente, algunas acciones se llevaron durante el bloqueo. El 8 de enero de 1821, el pailebot Aranzazù que venía desde Panamá es capturado en el Callao tras un duro combate con el bergantín Araucano que estaba al mando del capitán Robert Winthrop Simpson. Luego, unos días más adelante el 14 de enero la lancha cañonera La Valparaíso fue atacada en Ancón por una escuadrilla de 9 lanchas cañoneras realistas. El oficial que la mandaba de apellido Barragan buscó destruir su lancha en la playa para que no fuera capturada, logrando su objetivo y además salvarse él y su tripulación de ser capturados.
Durante estas acciones los realistas sufrirían varios conflictos internos por la ineficacia de la defensa contra los patriotas, las enfermedades que asolaban al ejército y a los civiles, y el bloqueo de sus puertos. Esto llevó a que el 29 de enero de 1821 el virrey Pezuela fuera derrocado, asumiendo en su puesto el general José de la Serna. Por estas acciones y para justificarlas en España salió del puerto el bergantín Maipú que burló en ese momento el bloqueo de la corbeta Independencia aprovechando las neblinas de la costa que generalmente ocurrían y aprovechaban los mercantes españoles para atravesar el bloqueo. Pero este bergantín no llegaría a España ya que sería capturado cerca de las costas de Brasil por la fragata argentina Heroína tras un fuerte combate. 
Por otra parte los patriotas también sufrirían conflictos internos ya que se generaron varios problemas entre el almirante Thomas Cochrane y el general José de San Martín debido a la pasividad militar con que veía Cochrane a San Martín, y porque este último aún no pagaba los sueldos que tanto exigían los marinos de la escuadra que además estaban en pésimas condiciones.
Cochrane a pesar del malestar con el general había convencido a San Martín para emprender una expedición al sur del Perú junto al mayor Guillermo Miller con 600 hombres del batallón N.º 4 de Chile y 100 soldados de caballería. Con ello, el 13 de marzo de 1821 zarpo del Callao con el San Martín, la O'Higgins y la Valdivia (ex Esmeralda), dejando el resto de la escuadra bloqueando el Callao.
El 2 de abril, Cochrane volvió al Callao con el navío San Martín con el objeto de emprender nuevamente un ataque al puerto. El 6 atacó las embarcaciones del enemigo bajo las baterías, trabándose en fuerte combate con estas. Cochrane usó nuevamente los cohetes Congreve causándoles considerables daños a los buques y baterías de costa. Después de esta demostración, que tenía por objeto obligarles a no dejar su guarida, se volvió a Pisco para apoyar a la expedición de Miller.
El 2 de julio, Cochrane volvía con el resto de la escuadra al Callao ante el armisticio que se estableció entre San Martín y el virrey La Serna y la posibilidad de que esté último abandonara Lima.

### Tercera fase: bloqueo naval y sitio terrestre del Callao

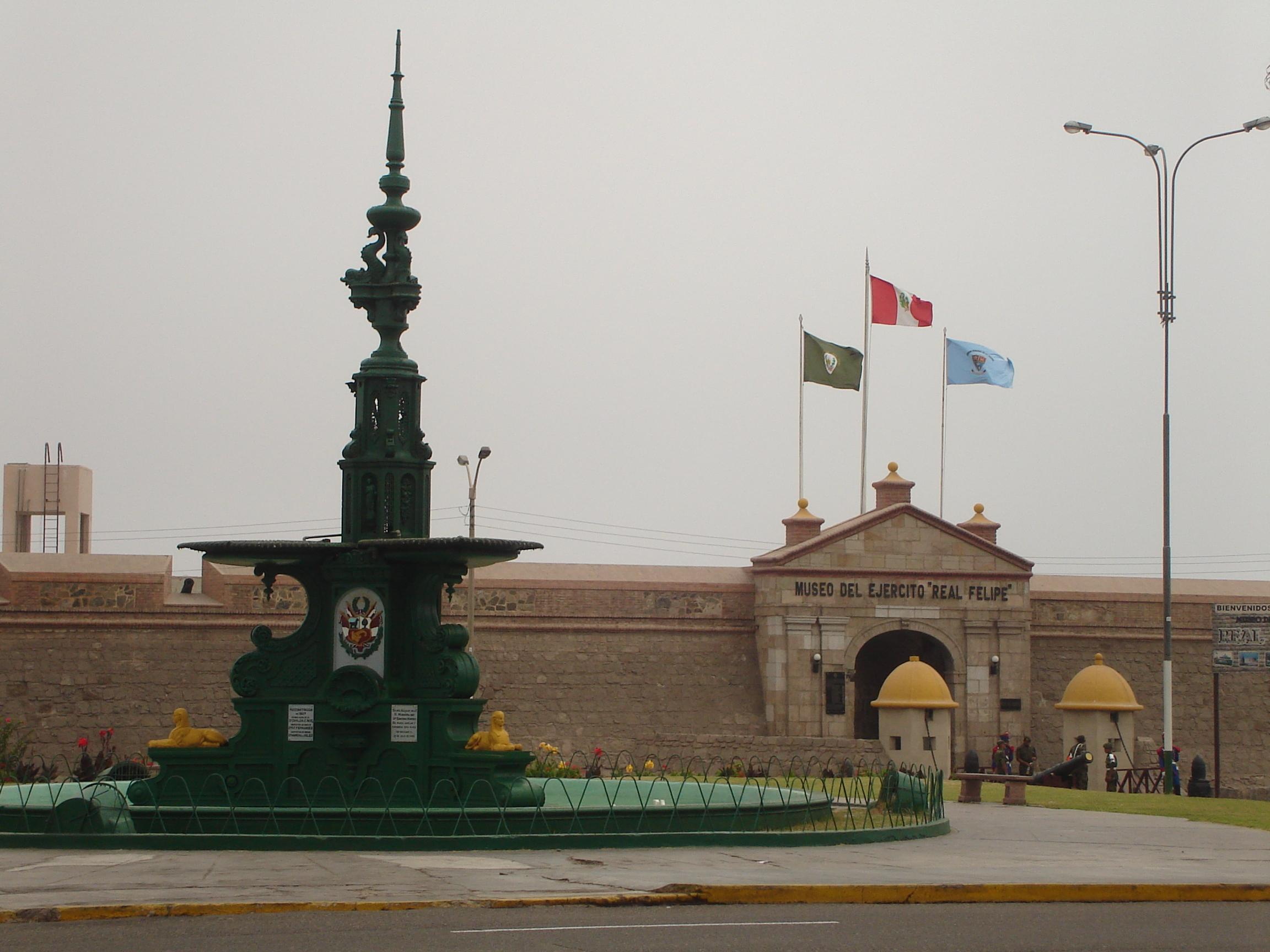
Puerta de ingreso a la Fortaleza Real Felipe, Callao.

El 6 de julio abandonaba el virrey la ciudad de Lima retirándose al interior y el 7 entraron en Lima las primeras fuerzas patriotas conservando, empero, las fortalezas del Callao, cuya guarnición se había reforzado con las tropas que habían evacuado a Lima y depositado en los fuertes gran cantidad de material de guerra.
Como los fuertes del Callao continuaban en poder del enemigo, Cochrane se preparó para atacarlos y destruir las embarcaciones que estaban a su abrigo. Sabiendo la guarnición estas intenciones, el día 11 de julio echó a pique a la corbeta Sebastiana, única corbeta que había quedado en el puerto, para que no fuera capturado por los patriotas. Al día siguiente llegaron el O’Higgins, Lautaro, Pueyrredón y como nuevo, el Potrillo de 18 cañones; de modo que la escuadra estaba otra vez completamente reunida.
El 12 de julio de 1821, San Martín y el ejército entraron formalmente a Lima. Al día siguiente se inició el cerco terrestre a la plaza del Callao siendo ayudado por el ya establecido bloqueo naval de Thomas Cochrane al puerto.
El virrey había dejado para la defensa de los castillos una guarnición de 2.000 hombres compuesta de soldados regulares y milicias urbanas al mando del gobernador y jefe de la plaza el mariscal José de La Mar quien el 13 de julio recibió una comunicación del general San Martín en la que le intimaba entregar la plaza la que rechazó con las formalidades del caso, iniciándose de esta manera las acciones militares.
Por su parte, mientras el ejército hacia lo suyo bombardeando con obuses el Callao. Cochrane a pesar de la falta de dinero y la merma de la tripulaciòn, mantenía el bloqueo marítimo desabasteciendo el puerto y desalentando a sus defensores para que se rendieran. Durante el asedio fueron frecuentes los tiroteos entre la guarnición, los buques y avanzadas patriotas que hostigaban a los defensores.
El 24 de julio se recibieron en la plaza, por un parlamentario, las proclamas de independencia del general San Martín, las que buscaban ganar a la causa patriota a la guarnición realista, ante lo infructuoso de esta iniciativa Cochrane planeo un nuevo ataque.
El mismo 24 mandó Cochrane al capitán Thomas Crosby que se dirigiese al Callao con botes y lanchas para que cortase todas las embarcaciones del enemigo que pudiese traer consigo. Crosby llevó la orden en efecto el 25 de julio.
En la noche penetró con una división de ocho botes de los diversos buques, por una abertura descubierta en la palizada que rodeaba el surgidero del Callao, para la protección de los buques españoles. Al entrar en el reducto cerrado por la palizada de madera y cadenas, los fuertes hicieron fuego y los buques mercantes armados que se encontraban en su interior alistaron su velamen para ponerse a salvo. Mientras esto se llevaba a cabo se produjo un momento de confusión que aprovecharon los tripulantes de los botes para abordar las naves de los españoles. 
Después un furioso ataque, Crosby se retiró al amanecer llevándose a las fragatas armadas Milagro y San Fernando, ambos mercantes, y a la fragata de guerra Resolución. Capturó además varias lanchas cañoneras como botes e incendio a dos buques más que no se los llevó por su mal estado y por estar a tiro de fusil de las baterías. Estos eran las fragatas mercantes armadas Trujillana y Carmen. Solo los bergantines Guerrero y Pezuela se salvaron de ser capturados. 
Durante este periodo de hechos. En los marinos de la escuadra de Chile había aumentado su descontento por el no pago de la escuadra, además existía interés en el recién nombrado Protector del Perú general José de San Martín en peruanizar la escuadra y al solo lograr eso pagaría los sueldos. Esto llevó a provocar grandes problemas entre Thomas Cochrane y San Martín quienes tuvieron varias discusiones privadas. Pero considerando que los fuertes del Callao estaban aún en poder de los españoles, San Martín hizo la promesa de que se pagarían los sueldos a la escuadra.
Mientras tanto, desde su cuartel en la sierra, el virrey La Serna había proyectado una incursión sobre el valle de Lima, la cual dirigida por el general José de Canterac, al mando de 3100 soldados y 9 piezas de artillería. Tras una difícil travesía y teniendo que hacer frente a las partidas de montoneros llegó a las inmediaciones de la capital el 8 de septiembre, donde encontró al ejército patriota. San Martín, teniendo un ejército superior se negó a atacar lo que le llevó a la crítica de Cochrane y de varios oficiales del ejército. 
Con la retirada de las fuerzas de Canterac al interior, la plaza fuerte del Callao ya sin provisiones capituló el 19 de septiembre de 1821. Con esto caen los últimos buques de guerras españoles surtos en el puerto, los bergantines Guerrero y Pezuela.

## Consecuencias
La caída del puerto del Callao acabó con la presencia española en la costa y en el mar. Quedando ahora los realistas encerrados en el interior del Perú donde tendrían que reorganizar sus fuerzas. Estos hechos afianzaron el protectorado de San Martín en Perú. 
Las fuerzas navales que estaban en el Callao fueron neutralizadas, quedando solo en el mar las fragatas Prueba y Venganza que al ver la hostilidad de la escuadra chilena se dirigieron a las costas de México, quedando de este modo el mar del Perú en manos patriotas. 
Por otra parte, la enemistad de Thomas Cochrane y San Martín llegó a su fase de culminación. Todo esto debido al impago de la escuadra y por los intentos de este último de hacer que la escuadra pasara íntegramente al Perú. Cochrane viendo imposible ver una solución y al ver que se aproximaba un motín en la escuadra tomó los tesoros públicos depositados por San Martín a bordo de una goleta anclada en el puerto de Ancón. 
Cochrane se limitó a tomar el sueldo para los marinos con el objeto de apaciguar y evitar un motín, y dejó intacto el resto del dinero. Pero San Martín molesto por lo sucedido ordenó que la escuadra se retirara de las costas del Perú sin permitirles suministros. Ahora sin la posibilidad de seguir en Perú, se marchó de sus costas para perseguir a los últimos buques de guerra españoles. El general San Martín, sin contar con la escuadra chilena, organizó el 8 de octubre de 1821 sobre la base de buques capturados durante el bloqueo y comprados a propietarios privados, la que sería la Marina de Guerra del Perú que mantendría la seguridad de las costas peruanas.